# Mauritixenus gracilicornis
Mauritixenus gracilicornis är en mångfotingart som beskrevs av Karl Wilhelm Verhoeff 1939. Mauritixenus gracilicornis ingår i släktet Mauritixenus och familjen penseldubbelfotingar. Inga underarter finns listade i Catalogue of Life.